# Mago longidens
Mago longidens là một loài nhện trong họ Salticidae.
Loài này thuộc chi Mago. Mago longidens được Eugène Simon miêu tả năm 1900.